# 光萼黄耆
光萼黄耆（学名：Astragalus lucidus）为豆科黄芪属的植物，是中国的特有植物。分布于中国大陆的西藏、四川等地，生长于海拔2,700米至3,500米的地区，常生于山坡林缘，目前尚未由人工引种栽培。